# Maksim Gor´kij (Baszkortostan)
Maksim Gor´kij (ros. Максим Горький) – wieś (dieriewnia) w Rosji, w Baszkortostanie, w rejonie archangielskim. W 2010 liczyła 802 mieszkańców.